# Placa Laureada de Madrid

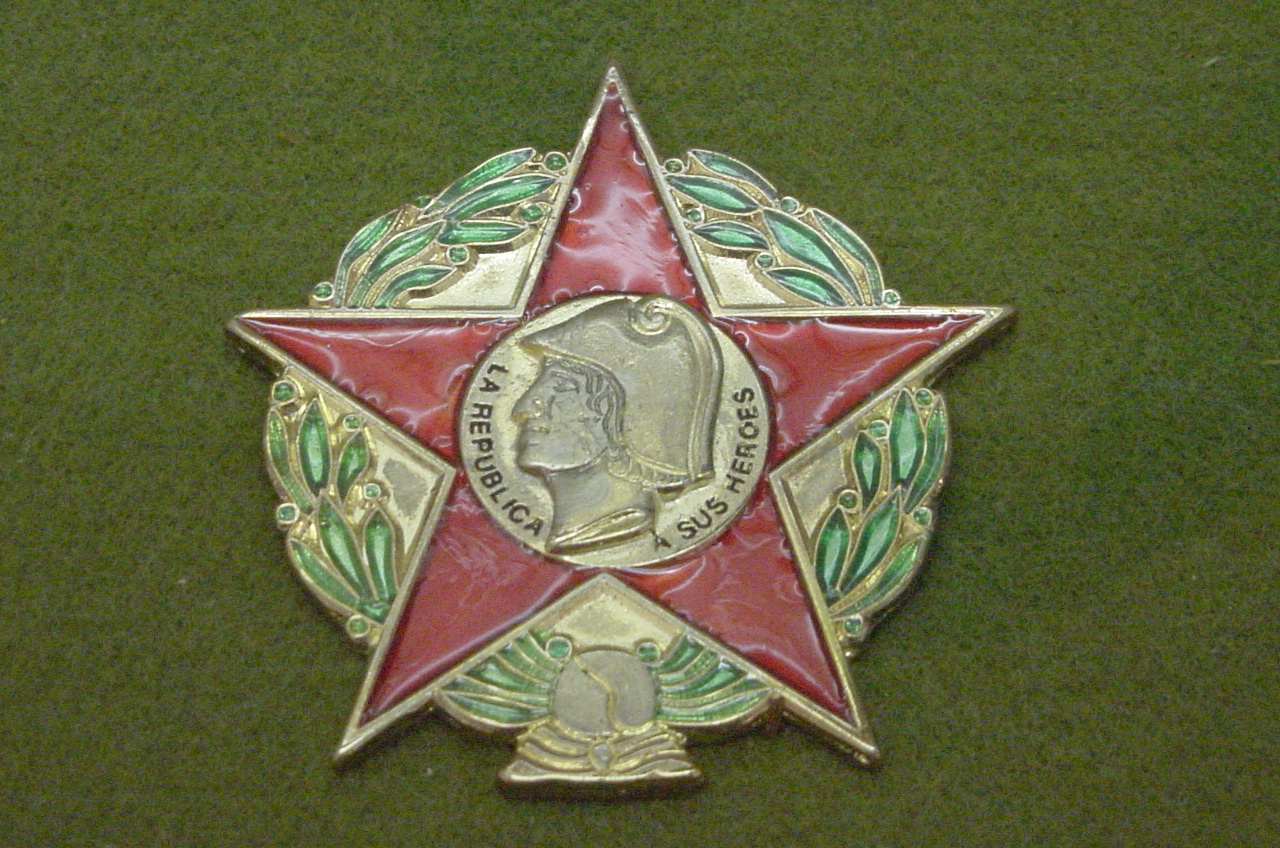
Placa Laureada.

La Placa Laureada de Madrid (Placa Llorejada de Madrid) va ser una condecoració militar espanyola concedida per la II República Espanyola durant la Guerra Civil. Va tenir una curta existència i a causa d'això es van fer poques concessions, encara que constituïa la màxima condecoració militar, equivalent a la llavors desapareguda Creu Llorejada de Sant Ferran en zona republicana.
La Placa Laureada de Madrid i el Distintiu de Madrid (Distintivo de Madrid), les condecoracions militars més importants de la República Espanyola, varen rebre el nom de la capital d'Espanya que durant la guerra civil va simbolitzar valor i resistència antifeixista a causa del llarg assetjament de Madrid.

## Història
Constituïa la més preuada condecoració concedida per la República Espanyola durant la Guerra Civil, substituint durant la contesa a la Creu Llorejada de Sant Ferran (que va continuar vigent a la zona revoltada. La Placa Laureada de Madrid va ser creada per decret governamental el 25 de maig de 1937; Amb la derrota de la II República també va venir el final de la curta existència d'aquesta condecoració.

### Concessions
Aquesta condecoració solament es va concedir en comptades ocasions durant la seva breu vigència, sent els premiats:
- General de brigada José Miaja Menant, en recompensa per la seva extensa actuació durant la Defensa de Madrid.[4]
- General Vicente Rojo Lluch, per la seva actuació durant la conquista de Terol com Cap de l'Exèrcit.[5]
- Major de cavalleria Manuel Fontela Frois, per la seva heroica actuació durant la Defensa de Madrid.[6]
- Tinent Coronel d'Infanteria de Marina Ambrosio Ristori de la Cuadra, mort durant la Defensa de Madrid.[7] Concessió a títol pòstum.
- Almirall de la Marina de Guerra de la República Espanyola Luis González de Ubieta, per la seva actuació durant l'enfonsament del Creuer pesat Baleares en la Batalla del Cap de Palos.[8]
- Major d'Aviació Leocadio Mendiola Núñez, pels seus serveis prestats.[9]
- Els Majors de milícies Domiciano Leal Sargenta i Manuel Álvarez Álvarez, per la seva actuació durant la batalla de l'Ebre.[10] Proposada la seva concessió a títol pòstum, constituïren també les últimes concessions que es van fer.